# 신아람어

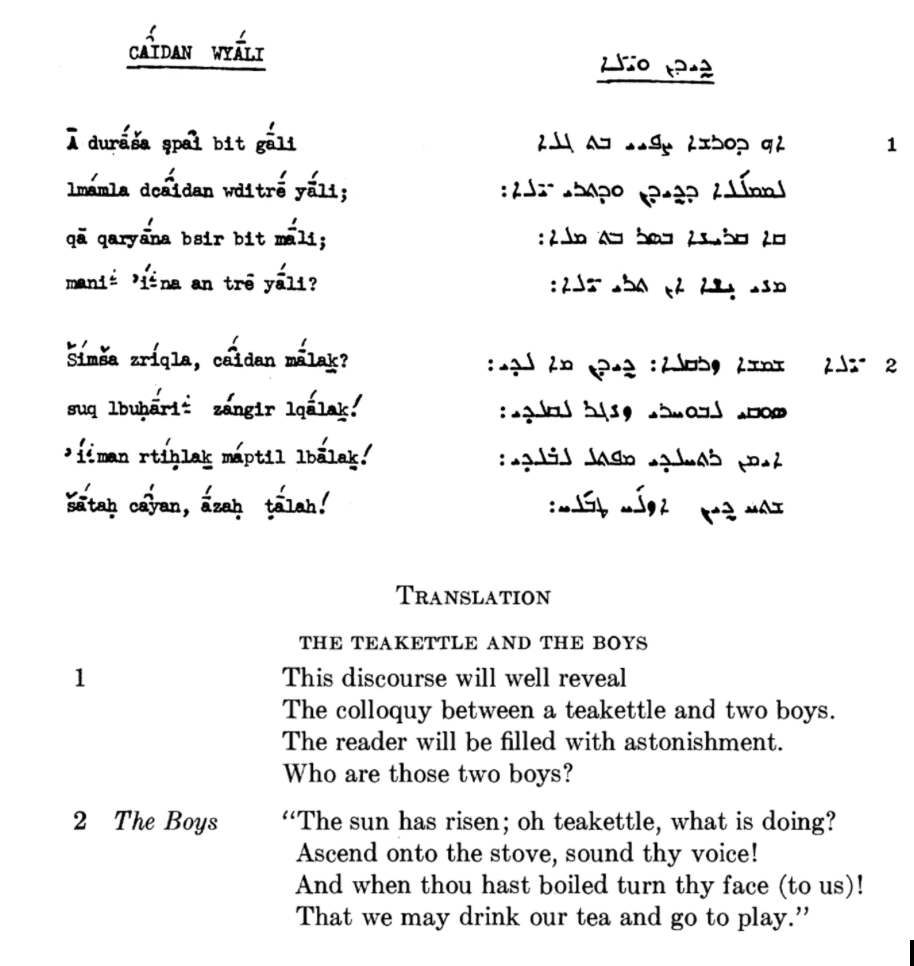
이 시는 1909년 시리아 신문인 콕바에서 출판되었다.

신아람어(Neo-Aramaic languages)는 중세에 발달하여 오늘날까지도 일상어로 사용되는 아람어의 방언들을 통틀어 가리키는 말이다. 한편 고전어로만 남아 있는 고대의 시리아어나 타르굼 아람어 등은 신아람어로 불리지 않으나 현대 아람어에도 영향을 남겼다. 이라크, 이란, 시리아, 터키, 레바논의 일부 종교-민족 공동체 사이에서 사용되는데, 기독교를 믿는 아시리아인이나 유대교를 믿는 미즈라히 유대인, 만다야교를 믿는 만다야인 등이 주로 포함된다.
언어학적으로 크게 서부, 중부, 동북부 방언으로 나눌 수 있고, 이와 별개로 유대교도의 유대 아람어, 만다야교도의 신만다야어도 포함된다.

## 같이 보기
- 아람어
- 시리아어
- 아시리아인
- 시리아 정교회

1. ↑  Hammarström, Harald; Forkel, Robert; Haspelmath, Martin; Bank, Sebastian, 편집. (2023). 〈Aramaic〉. 《Glottolog 4.8》. Jena, Germany: Max Planck Institute for the Science of Human History.